# Ullervad
Ullervad is een plaats in de gemeente Mariestad in het landschap Västergötland en de provincie Västra Götalands län in Zweden. De plaats heeft 911 inwoners (2005) en een oppervlakte van 121 hectare.

## Verkeer en vervoer
Bij de plaats lopen de E20, Riksväg 26 en Länsväg 201.